# Opéra pour enfants
L'opéra pour enfants, appelé également, en France, comédie musicale pour enfants, est autant une forme musicale qu'un « exercice » pédagogique destiné principalement aux enfants. 
Il faut distinguer la forme opéra pour enfants, faisant l'objet du présent article, constituées d'œuvres composées pour enfants-interprètes (c’est-à-dire jouées par les enfants musiciens, chanteurs, danseurs et/ou acteurs encadrés par des enseignants artistiques), des œuvres conçues à destination d’enfants-spectateurs et interprétées, elles, par des adultes.

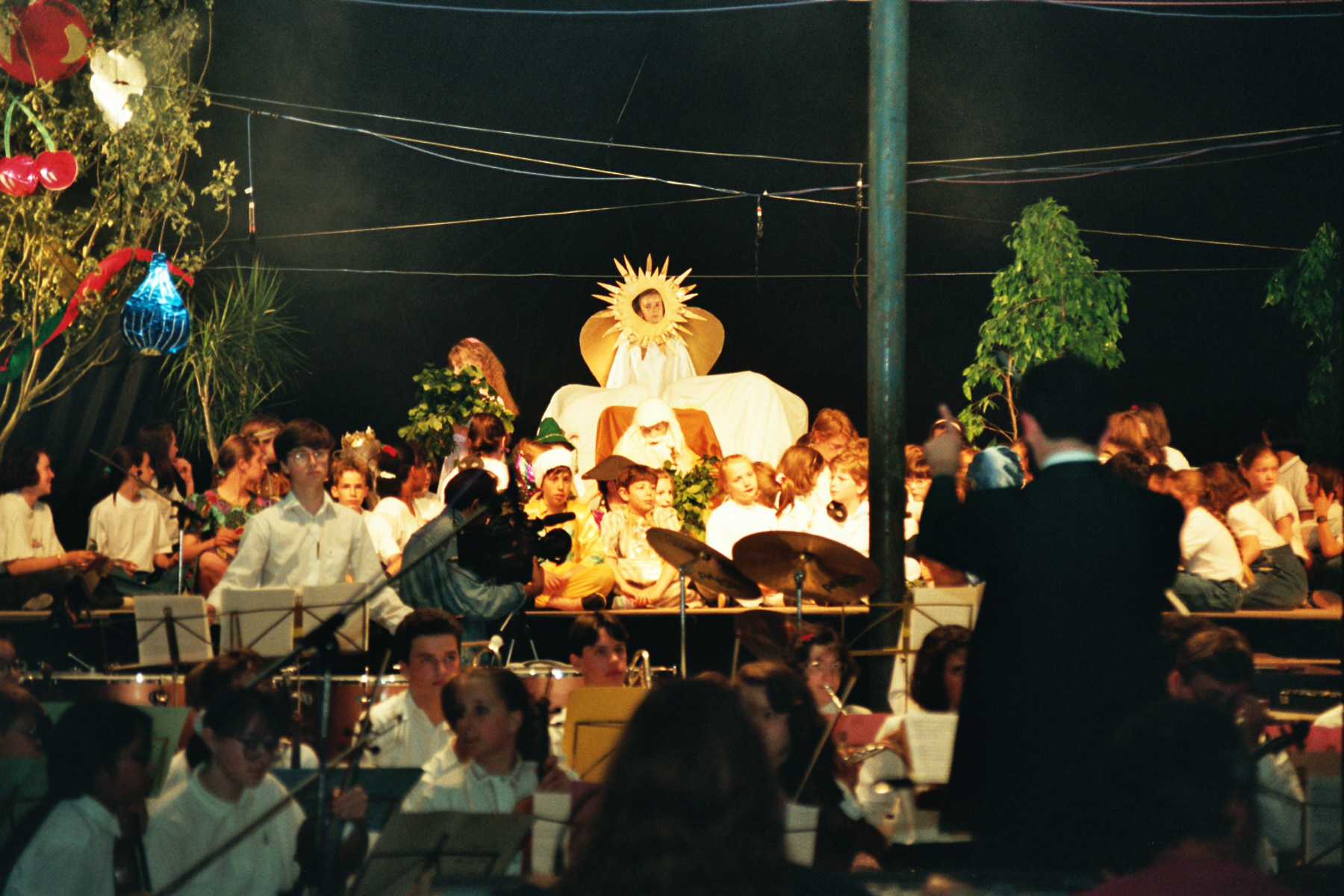
Création du Voyage de Seth de Philippe Dulat en ouverture du Festival d'opéras pour enfants de La Chapelle Saint-Mesmin en juin 1991

## Définition
L'opéra pour enfants est une appellation très générale qui englobe une multitude de styles où doivent obligatoirement intervenir des parties instrumentales (orchestre, petit ensemble ou piano), des dialogues, des parties chantées (chorale et/ou solistes) tenues principalement par des jeunes et devant faire l'objet d'une mise en scène, la chorégraphie restant facultative.
L'opéra pour enfants comprend autant de formes différentes que l'opéra pour adultes. Les principales étant:
- le conte musical (où le récitant accompagné par un orchestre, un ensemble instrumental, des chœurs ou un instrument soliste, joue un rôle central),
- la comédie musicale (où peuvent figurer des scènes parlées et des ballets à l'image des comédies musicales américaines),
- l'opéra pour enfants (où les chœurs d'enfants constituent, avec l'orchestre, l'élément moteur de l'histoire) et dont le compositeur Claude-Henry Joubert[3] est, en France, à partir des années 1980, l'un des initiateurs,
- ou bien un mélange de ces trois formes.

Les adaptations d'opéras pour adultes ne pouvant convenir, sauf rares exceptions, pour des raisons évidentes de difficultés de réalisation, le répertoire, que viennent enrichir chaque année des compositeurs et des librettistes venus de tous horizons, est constitué essentiellement d'œuvres originales. Mais des musiciens tels que Henry Purcell, Georg Philipp Telemann, Wolfgang Amadeus Mozart, Darius Milhaud, Malcolm Williamson et Benjamin Britten, pour ne citer que les plus célèbres, ont été, en quelque sorte, les précurseurs de cette discipline.

## Origines et développement

### Moyen Âge
À partir du VIe siècle, apparaissent les premières maîtrises appelées scholæ, sortes d'écoles de musique du chant liturgique romain. La pureté des voix d'enfants était appelée à remplacer progressivement les voix féminines dans la liturgie. Elles disparaîtront avec la révolution française. 
Vers la fin du XIIIe siècle, Adam de la Halle écrit le Jeu de Robin et Marion, œuvre dans laquelle alternent des dialogues, des chants et des danses. Cette pastourelle très appréciée au moins jusqu'à la fin du siècle suivant, était jouée tous les ans à Angers, notamment par les écoliers.

### Renaissance
Les écoliers de Lausanne et de Genève jouèrent en 1552 Le Sacrifice d'Abraham (Abraham sacrifiant), tragédie avec des chœurs, un prologue et un épilogue de Théodore de Bèze en présence de l'auteur. 
En 1580, Fronton du Duc fait jouer à ses élèves devant le Duc Charles III de Lorraine à Pont-à-Mousson, une tragédie de sa composition intitulée l'Histoire tragique de la Pucelle de Domrémy, aultrement d'Orléans avec chœurs des enfants et filles de France, un avant-jeu en vers et des épodes chantées en musique.
À Londres, du temps d'Élisabeth Ire (1533-1603), les enfants de la maîtrise de la cathédrale Saint-Paul se transformèrent peu à peu en une véritable troupe d'acteurs.
À Rouen, les élèves du collège des Bons-Enfants, représentent, le 7 septembre 1597, Polixène, tragi-comédie en cinq actes avec chœurs, écrite par leur régent Jean Behourt.

### XVIIesiècle
En 1689, Henry Purcell compose Dido and Æneas pour les jeunes filles d'un pensionnat de Chelsea (Royaume-Uni).
À la même époque, Jean-Baptiste Moreau compose pour les Demoiselles de Saint-Cyr (Maison royale de Saint-Louis), la musique des pièces de Jean Racine, interprétée par les jeunes filles du pensionnat fondé en 1686 par Madame de Maintenon: Esther, en 1689 en présence du roi Louis XIV et de Jacques-Bénigne Bossuet puis Athalie en 1691.
En 1698, l'évêque d'Arras, Guy de Sève de Rochechouart publie une ordonnance règlementant, dans les collèges religieux dépendants de son diocèse, la représentation de tragédies par les élèves, interdisant notamment d'y joindre comédies, ballets et opéras.

### XVIIIesiècleetXIXesiècle
En 1767, Wolfgang Amadeus Mozart compose pour le lycée de Salzbourg (Autriche), la comédie latine Apollo et Hyacinthus, dont les deux solistes éponymes sont âgés de 12 ans.
Grâce au mouvement des orphéons, créé par Wilhem en 1833, on assiste, pendant tout le XIXe siècle, à un développement sans précédent des Sociétés chorales ou Sociétés orphéonistes, permettant ainsi à ses membres, issus pour la plupart des classes moyennes et populaires, d'abord composées d'hommes, rejoints plus tard par les femmes puis les enfants, de s'adonner à la pratique de la musique.
À partir de 1855, Monseigneur Félix Dupanloup fait réaliser, dans la langue d'origine, par les élèves du Petit Séminaire de La Chapelle-Saint-Mesmin, plusieurs tragédies grecques:  de Sophocle: Philoctète (1855 à l'Evêché d'Orléans et 1877 à La Chapelle Saint-Mesmin), Œdipe à Colone (1857 à l'Evêché d'Orléans, 1873 et 1890 à La Chapelle Saint-Mesmin), Antigone (1869 et 1905 à La Chapelle Saint-Mesmin), Électre (1881 à La Chapelle Saint-Mesmin, et d'Eschyle: Les Perses (1862 et 1863 salle de l'Institut à Orléans) et Prométhée (1867 salle de l'Institut à Orléans). Toutes ces pièces étaient entrecoupées de chœurs tirés  d' Antigone et d' Œdipe à Colone de Felix Mendelssohn traduits pour l'occasion et chantés en grec ancien par les élèves,,.
Des opérettes sont également interprétées par les élèves du petit séminaire, pendant cette période, notamment Monsieur Deschalumeaux de Frédéric Barbier en 1861, Le Royal Dindon de Luigi Bordèse en 1867, A Clichy d'Adolphe Adam, Pattes blanches de Laurent de Rillé, Lischen et Fritzchen et Les Deux Aveugles de Jacques Offenbach et enfin A qui le Neveu de Théodore Botrel.
Des extraits de l'opéra Charles VI de Fromental Halévy sont donnés en 1880, 1887 et 1895 et des opéra-comiques tels que Lambert Simnel de Hippolyte Monpou (1883 et 1897), Haydée et Fra Diavolo d'Esprit Auber (respectivement en 1885, 1901 et 1900), et enfin Le Chalet d'Adolphe Adam (1899).
En 1894, les élèves du petit séminaire donnent deux représentations du Mistère du siège d'Orléans d'un auteur anonyme , entrecoupées, notamment de chœurs extraits de Jeanne d'Arc de Charles Gounod. L'intégrale des quatre actes de ce dernier opéra avait été donnée précédemment par les élèves en 1888.

### XXesiècle
Parallèlement à la renaissance des maîtrises de cathédrales, de nombreuses maîtrises laïques voient le jour au XXe siècle avec notamment la création de la maîtrise de Radio France en 1946.
À la fin des années 1960, le dėveloppement des politiques culturelles publiques, avec notamment la création massive d'écoles de musique et conservatoires, a contribué à favoriser par ce mode d'expression l’accès du plus grand nombre à la culture et à la pratique artistique.

### Aujourd'hui
De nos jours, la plupart des opéras pour enfants, en France, sont généralement créés dans le cadre des écoles maternelles, des écoles élémentaires, des collèges, des écoles de musique, des conservatoires, des maîtrises ou des associations musicales.
Ce genre a connu un tel succès à partir des années 1990, que plusieurs villes de France ont intégré dans leurs programmations culturelles ce type de manifestations et qu'un festival national lui a été consacré annuellement pendant une dizaine d'années à La Chapelle-Saint-Mesmin. Les commandes faites auprès de compositeurs venus de différents horizons ont contribué à promouvoir la création de nombreux opéras et comédies musicales pour enfants ces dernières années.
Au Royaume-Uni et aux États-Unis, la réalisation de comédies musicales dans les établissements scolaires est une pratique courante.
Il existe même dans ces pays et au Canada, des structures permanentes de productions d'opéras par et pour enfants: Opera by Children (Logan, Utah Festival, USA), Dragon Hall London Children’s Opera Company (Londres UK), Canadian Children Opera Company (Toronto Canada). Voir les sites internet correspondants ci-dessous.

## Perspectives
Le vieillissement des publics d’opéra pour adultes mène, depuis plusieurs années, les théâtres musicaux à investir dans de nouvelles formes afin de favoriser le renouvellement de ces publics. 
L'opéra pour enfants peut donc permettre également de sensibiliser les jeunes à l’opéra pour adultes dans le but de contribuer à former le spectateur de demain.
D’ordinaire peu accessibles au jeune public, certaines compagnies ou certaines maisons d'opéras commencent à ouvrir leurs portes au jeune public.  
Au jardin avec Papagena, un opéra créé par l'Opéra buissonnier destiné aux bébés, a pour objectif de se déplacer dans les lieux d’accueil des jeunes enfants.

## Principaux compositeurs
- Isabelle Aboulker
- Jean Absil
- Jean-Claude Amiot
- Jean-Paul Baumgartner
- Jean-Denis Bennet
- Daniel Bimbi
- Benjamin Britten
- Roger Calmel
- Marc Carles
- Jacques Charpentier
- Jean-Marie Colin
- Gérard Condé
- Jean-Michel Damase
- Étienne Daniel
- Peter Maxwell Davies
- Olivier Dejours
- Yvonne Desportes
- Pierre-Max Dubois
- Philipe Dulat
- Marc-Olivier Dupin
- Christian Eloy
- Coralie Fayolle
- Jacques Filleul
- Bruno Giner
- Françoise Herr
- Paul Hindemith
- Jean-Paul Holstein
- Claude-Henry Joubert
- Julien Joubert
- Vladimir Kojoukharov
- Thierry Lalo
- Marcel Landowski
- Édith Lejet
- Andrew Lloyd Webber
- Marie-Luce Lucas
- Darius Milhaud
- Jean-Baptiste Moreau
- Wolfgang Amadeus Mozart
- Éric Noyer
- Maurice Ohana
- Étienne Perruchon
- Jean-Louis Petit
- Henry Purcell
- Bruno Régnier
- Étienne Rolin
- Michael Rosenfeld
- John Rutter
- Raffaele Sargenti
- Henri Sauguet
- Alain Savouret
- Rudolf Schmidt-Wunstorf
- Patrice Sciortino
- Brigitte Sourisse
- Franz Xaver Süßmayr
- Georg Philipp Telemann
- Antoine Tisné
- Henri Tomasi
- Daniel Tosi
- Reinhardt Wagner
- Alain Weber
- Kurt Weill
- Pierangelo Valtinoni
- François Vercken
- Jean-Jacques Werner
- Malcolm Williamson

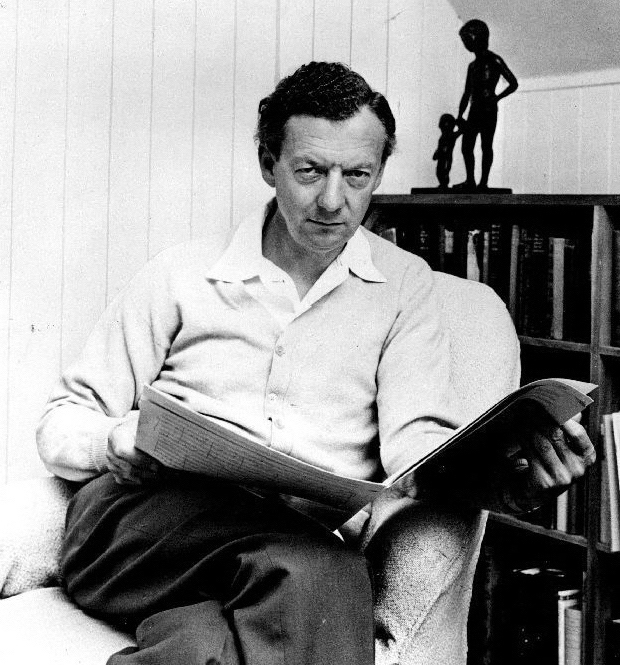
Benjamin Britten, London Records 1968 publicity photo for Wikipedia
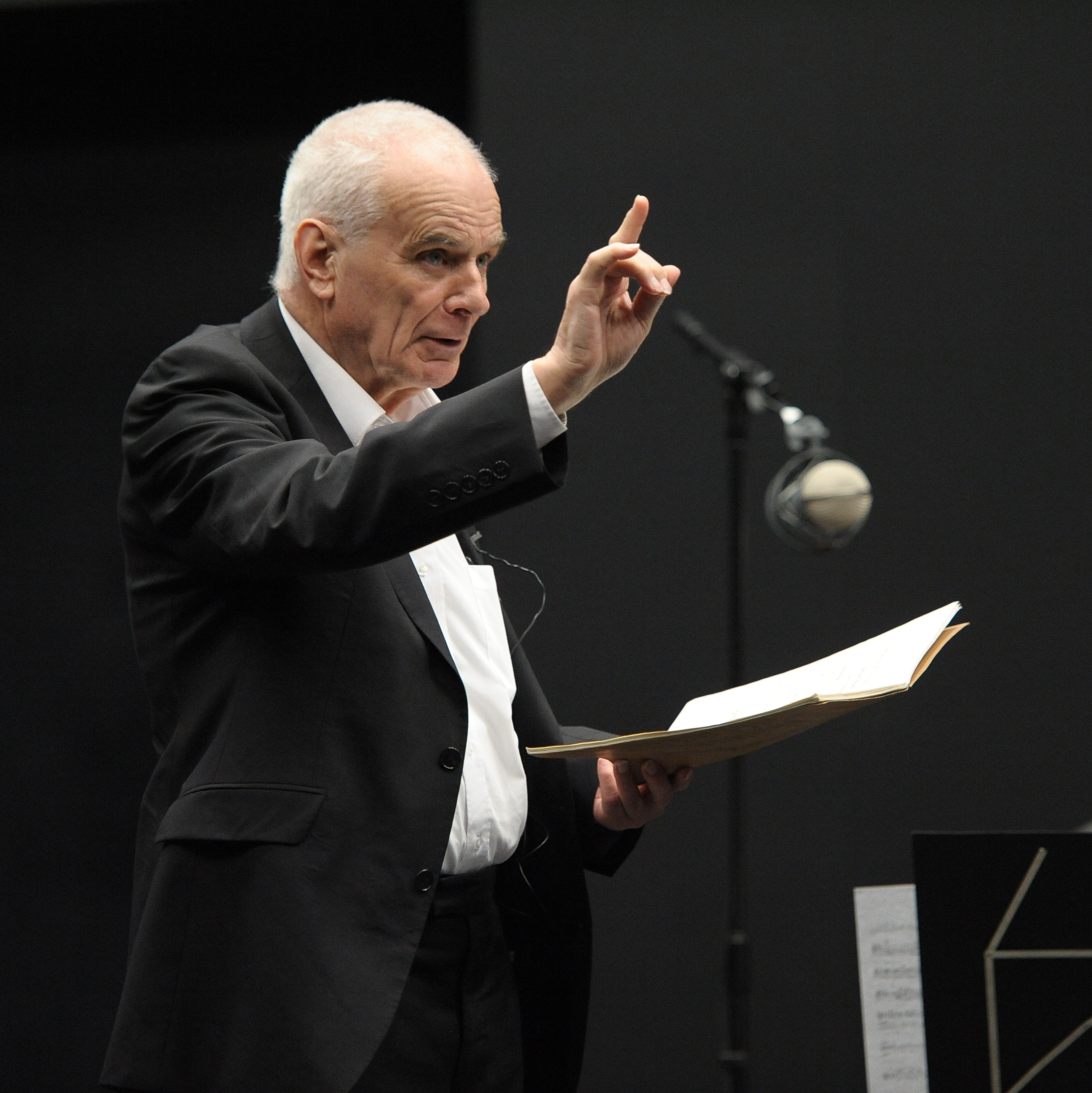
Peter Maxwell Davies
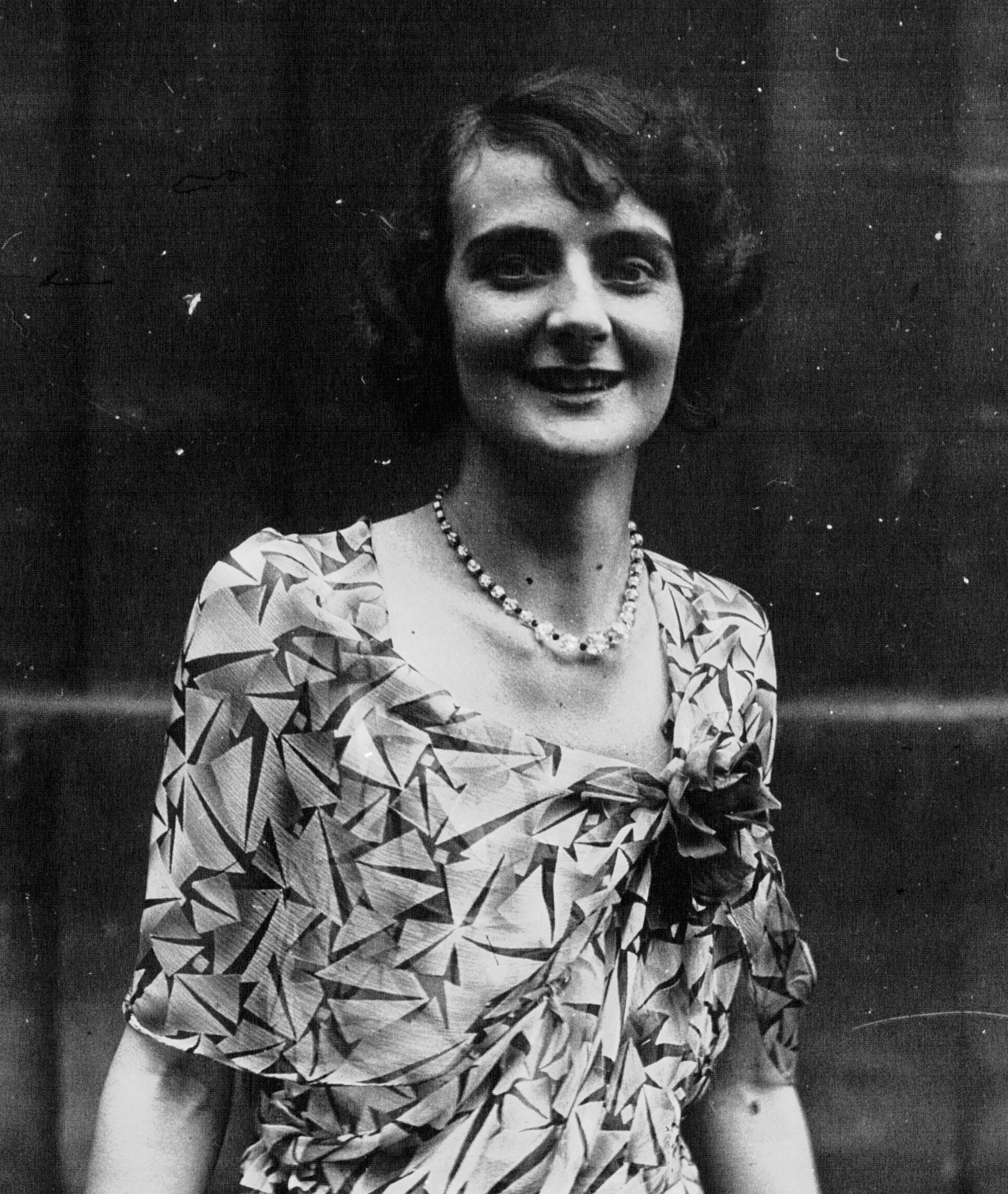
Yvonne Desportes 1930
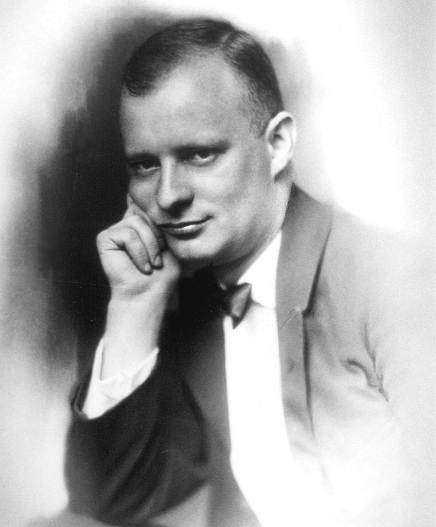
Paul Hindemith 1923
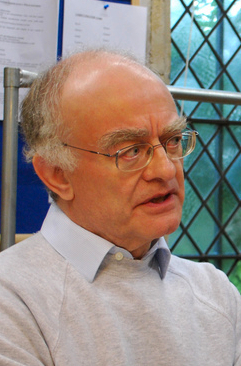
John Rutter
Julien Joubert

## Œuvres principales

### Musique ancienne
- Esther de Jean Racine et Jean-Baptiste Moreau (1689)
- Dido and Æneas d'Henry Purcell (1689)
- Der Schulmeister (Le Maître d'école) de Georg Philipp Telemann
- Athalie de Jean Racine et Jean-Baptiste Moreau (1691)
- Apollo et Hyacinthus de Wolfgang Amadeus Mozart (1767)
- Bastien und Bastienne de Wolfgang Amadeus Mozart (1768)
- La Fête de Grand-Papa de Franz Xavier Süssmayer

### Période moderne
- À propos de bottes de Darius Milhaud (1932)
- Un Petit peu de musique de Darius Milhaud (1933)
- Brundibár de Adolf Hoffmeister et Hans Krása (1938)
- La Chèvre de Monsieur Seguin[20] d'Henri Tomasi (1963)
- Joseph and the Amazing Technicolor Dreamcoat d'Andrew Lloyd Webber (1967)
- L'Arbre chanson d'Étienne Daniel (1982)
- L'Enfant de la jungle de Marc Carles
- L'Enfant musique de Roger Calmel (1984)
- Bonjour petite baleine[21] de Brigitte Sourisse (1988)
- Dr Jekyll et Mr Haydn de Claude-Henry Joubert (1989)
- Flashs dingues d'Éric Noyer (1989)
- Athanor de Claude-Henry Joubert (1990)
- Canard et Mandoline d'Éric Noyer (1990)
- Le Chemin des bulles d'Antoine Tisné (1990)
- Idriss ou la fête interrompue d'Isabelle Aboulker (1991)
- Lascaux, la grotte aux enfants d'Isabelle Aboulker (1991)
- Les Aventures de Rodomont et Tranchemontagne[22] de Claude-Henry Joubert (1993)
- Atchafalaya[23] d'Isabelle Aboulker et Rémi Laureillard (1996), commande du Festival d'Opéras pour Enfants de La Chapelle-Saint-Mesmin[24]
- Cosmic puzzle de Philippe Tailleux
- L'île aux cochons de Julien Joubert (1998)
- La cuisine de Josquin et Léonie de Julien Joubert (2006)
- Le Lascaux de Léonard de Julien Joubert (2009)
- Nous n'irons pas à l'opéra de Julien Joubert (2014)
- Mademoiselle Louise et l'aviateur allié[25],[26] de Julien Joubert (2015)
- Le Mariage sous la mer de Maurice Ohana
- Le Paradis des chats de Vladimir Kojoukharov (1987)
- Un Petit peu d'exercice de Darius Milhaud (1937)
- Le petit ramoneur (Let's make an opera!) de Benjamin Britten (1949)
- Le Petit tailleur d'Étienne Perruchon
- Les ratisseurs de lune de Malcolm Williamson (1967)
- The Snow wolf (Le loup de neige) de Malcolm Williamson (1970)
- La sorcière du placard aux balais de Marcel Landowski (1982)
- Les Tam-tams de mon cœur d'Éric Noyer (1987)
- Tutti fan frutti de Claude-Henry Joubert (1991)
- Le Tour du monde en 80 jours[27] de Bruno Régnier
- Le Voyage de Seth[28] de Philippe Dulat (1991), commande d'Etat pour le Festival d'Opéras pour Enfants de La Chapelle Saint-Mesmin
- Tistou et les pouces verts d'Henri Sauguet
- Republica ! Republica ! de Vladimir Kojoukharov (1993)
- Le voyage de la comète de Reinhardt Wagner
- Le Roman de Renart[29] de Coralie Fayolle (1998)
- Belongings, composition de Lewis Murphy sur un livret de Laura Attridge, commande du Glyndebourne Youth Opera (2017). Version française adaptée pour les Chœurs d’enfants et de jeunes de l’Orchestre de Paris (2023).
- Chaplin d'une rive à l'autre de Michael Rosenfeld (2019)
- Il Piccolo Principe de Pierangelo Valtinoni après Le Petit Prince (2021)
- Le voyage d’Aaron d'Isabelle Aboulker, (2022) créé avec la compagnie Ostara[30]
- Climat, composition de Russell Hepplewhite, sur un livret de Helen Eastman. Commande de l’Opéra Orchestre national Montpellier Occitanie pour Opéra Junior (2023).

D'autres œuvres récentes sont répertoriées sur le Portail des Opéras en France

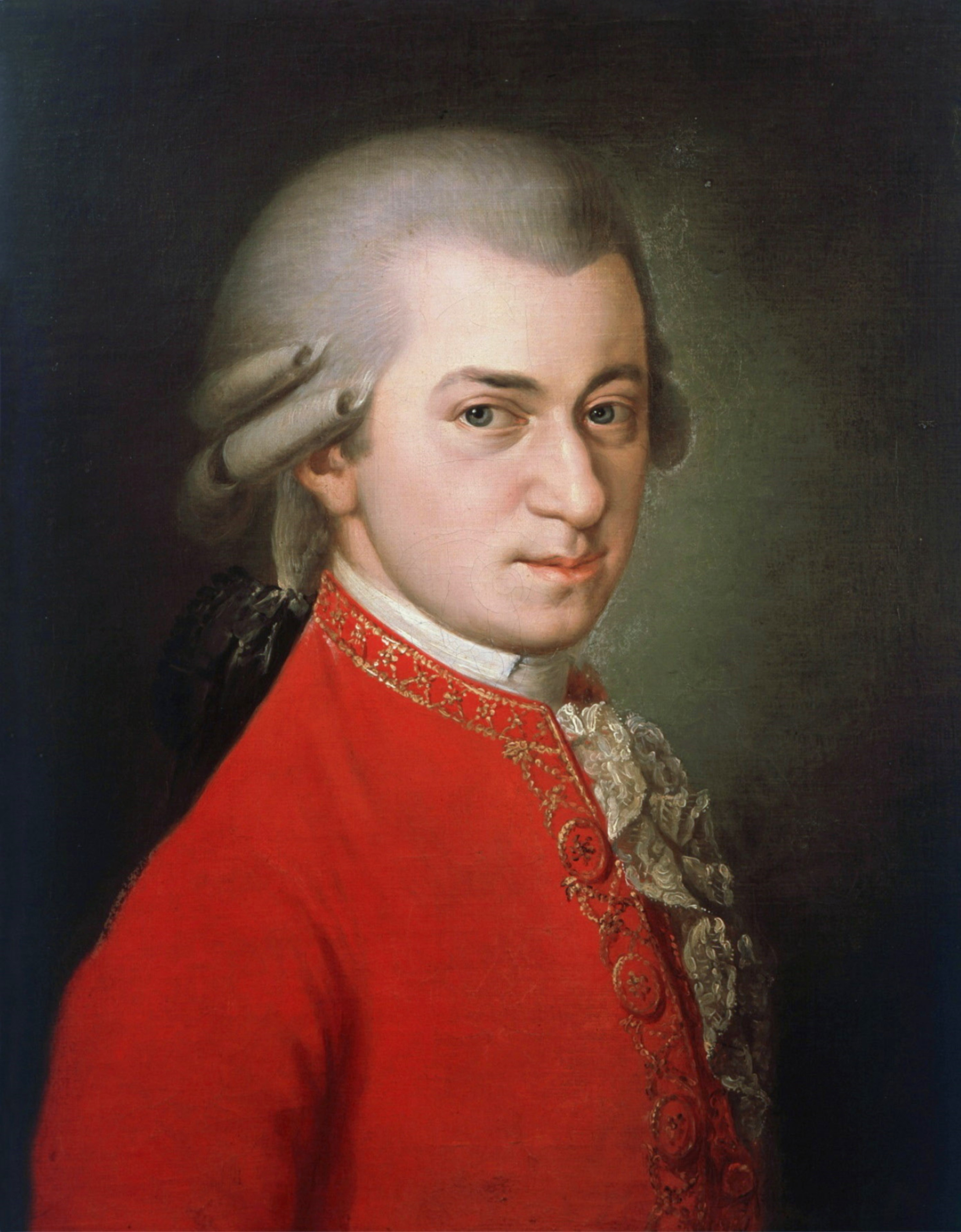
Wolfgang Amadeus Mozart
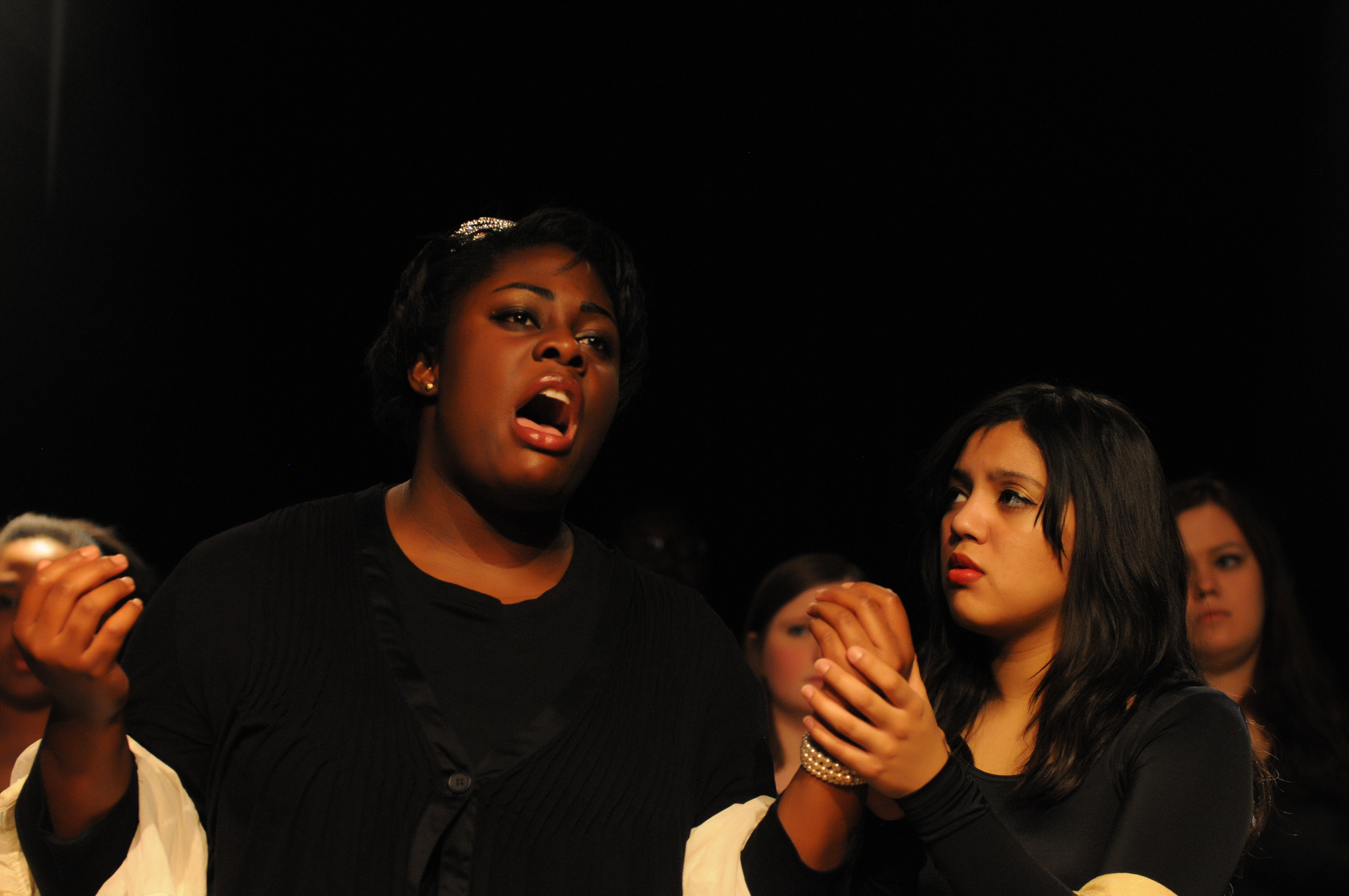
Dido and Aeneas
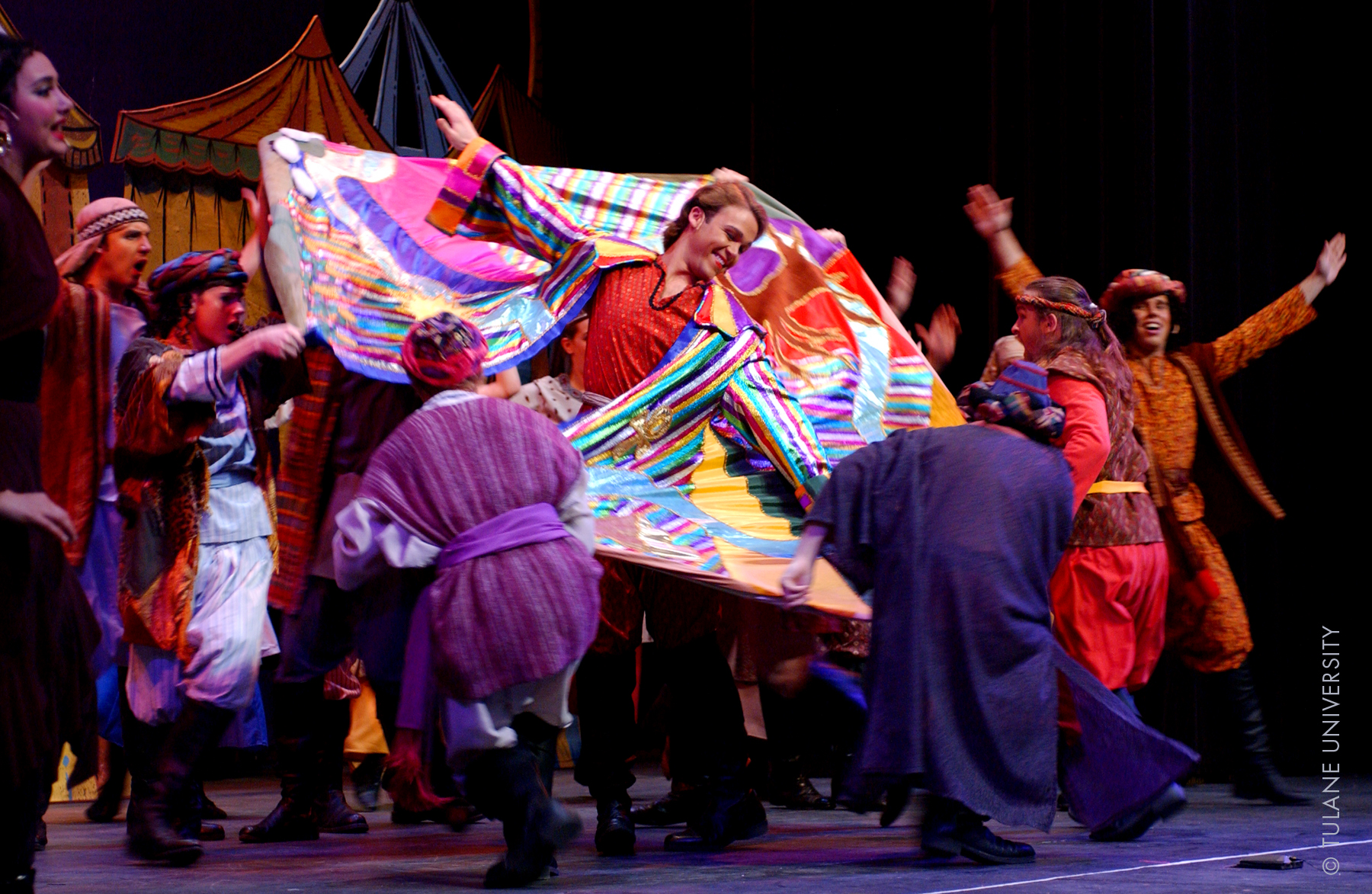
Joseph and the Amazing Technicolor Dreamcoat
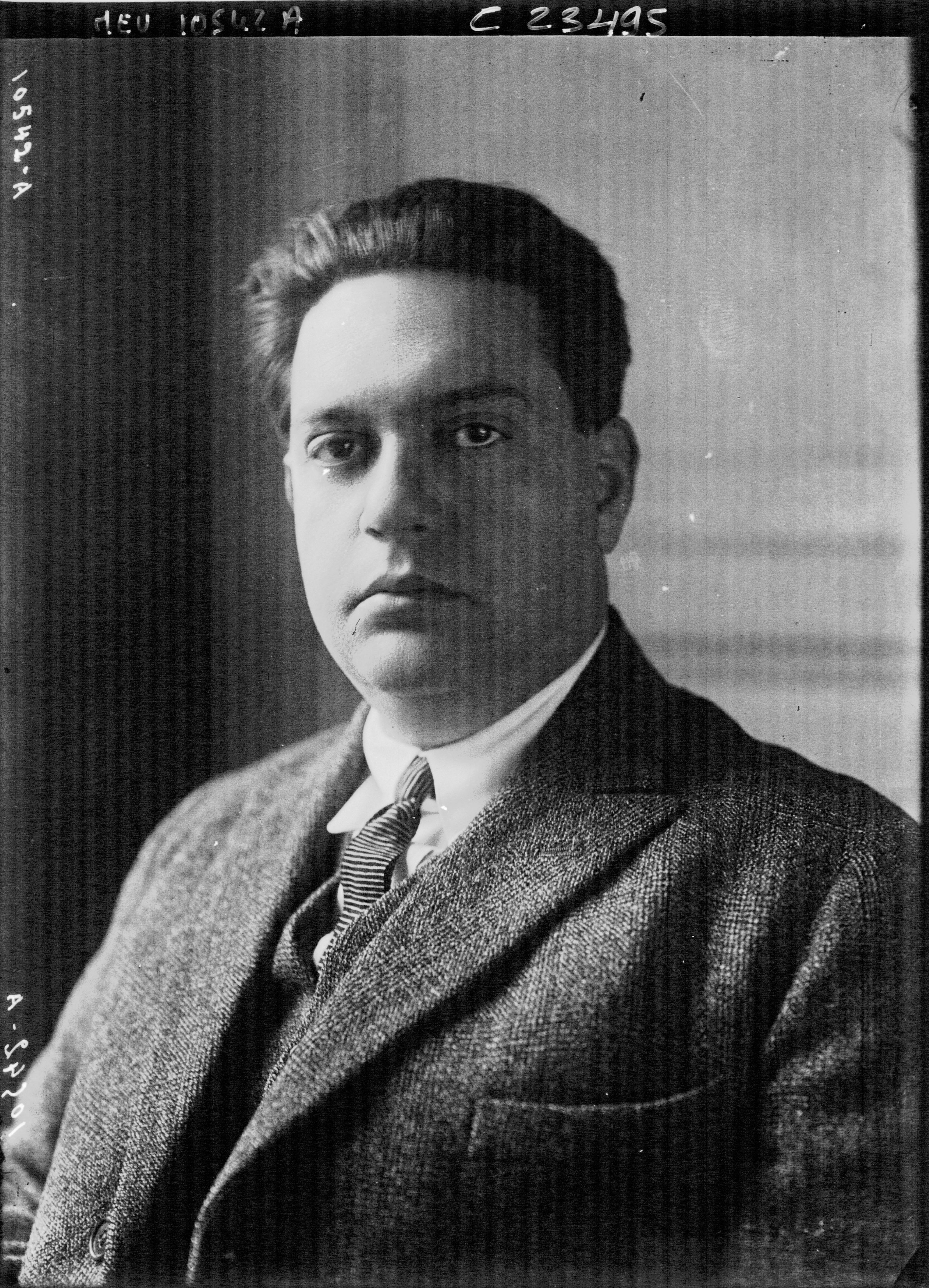
Darius Milhaud en 1923

### Ouvrages
- Lucie Allardet et Jean-François Claudel, 75 opéras pour enfants, IPMC, 1989.
- Caroline Rosoor et Jean-Michel Thauré, Opéras pour enfants, IPMC, 1993 (lire en ligne).
- Gunter Reiss, Opern und Musicals für Kinder und Jugendliche : Ein Leitfaden durch das internationale Repertoire vom 19. Jahrhundert bis zur Gegenwart. Mit einer Bibliographie der wissenschaftlichen Literatur (1945-2004), Oldenburg, Forschungsstelle Theater und Musik (CD-Rom), 2006.
- Gunter Reiss, Theater und Musik für Kinder, Frankfurt am Main, Peter Lang, 2001.
- Isolde Schmid-Reiter, Kinderoper : Ästhetische Herausforderung und pädagogische Verpflichtung, Regensburg, Conbrio, 2004.
- Alain Gout, Histoire des maîtrises en Occident, Paris, Éditions universitaires, 1987, 183 p..

### Thèses, articles
- Coralie Fayolle, « Les Opéras pour enfants en France de 1982 à 1995 », thèse de doctorat, Paris, Université de Paris IV-Sorbonne,‎ 1997.
- Claude-Henry Joubert, « Lettre à Elissa : Réflexion sur l'histoire et la fonction des opéras pour enfants », publiée in ORFEO OPERA, 1983/2003, 20 années de rencontres chorales d'enfants, Nice, ADEM 06,‎ 2004, p. 12-69.
- Theresa Schmitz, « L'Opéra pour enfants : Une étude interdisciplinaire sur la création musicale à destination de l'enfant spectateur », Thèse de doctorat de l'École des Hautes Études en Sciences Sociales, Paris, Vrin,‎ 2011.
- Theresa Schmitz, « L'Opéra pour enfants : Un genre entre école et opéra », Perspectives actuelles de la recherche en éducation musicale, Paris, L'Harmattan,‎ 2011, p. 10.

### Informations générales
- Répertoire numérique des opéras pour enfants en France (Projet OPEN)

### Principales structures réalisant des opéras ou des comédies musicales pour enfants
- L'opéra pour enfants par l'opéra buissonnier
- La Maîtrise de Radio France (Paris et Bondy-93)
- La maîtrise de Léonard de la Musique de Léonie (Orléans, France)
- Chœur d'enfants Sotto Voce (Paris)
- Opera by Children (Logan USA)
- Dragon Hall London Children’s Opera Company (UK)
- Canadian Children Opera Company Toronto (Canada) et
- La Maîtrise des Petits Chanteurs de Québec
- Chœur des enfants de Montreal
- Festival d'Opéras pour Enfants de La Chapelle Saint-Mesmin, 1990-2002 (France)